# Токсическая аденома щитовидной железы
Токси́ческая адено́ма щитови́дной железы́ (болезнь Пламмера) — доброкачественная опухоль щитовидной железы, автономно продуцирующая тиреоидные гормоны, проявляется клинической картиной гипертиреоза.

## Клиническая картина.
Заболевание начинается с автономного функционирующего узелка, который медленно увеличивается в размерах. Гиперсекреция тиреоидных гормонов тормозит продукцию ТТГ, в результате чего снижается функция контрлатеральной доли щитовидной железы.

### Симптомы.
Потеря веса. 
Слабость.
Одышка. 
Сердцебиение. 
Непереносимость тепла.
Инфильтративная офтальмопатия отсутствует.
В одной из долей может пальпироваться узел, вторая доля прощупывается хуже.

## Клинические исследования.
Снижение уровня ТТГ и повышение концентрации трийодтиронина в сыворотке. Содержание свободного тироксина остается на верхней границе нормы.
При сцинтиграфии обнаруживается «горячий узел» с практическим отсутствием функции контрлатеральной доли железы.

## Патогенез.
Узел, как правило представляет собой фолликулярную аденому и почти никогда не бывает злокачественным.

## Лечение.
Для лечения используют радиоактивный йод, поскольку контрлатеральная доля железы в таких случаях не подвергается облучению, и в дальнейшем можно надеяться на сохранения у больного эутиреоза.
При очень крупном узле, вызывающем дисфагию, чувство давления в области шеи или затруднение дыхания, показана хирургическая операция. 
Антитиреоидные средства применяют для нормализации тиреоидной функции только в предоперационном периоде.